# Elizabeth Minter
Elizabeth Minter (23 agosto 1965) è un'ex tennista australiana.
Anche sua sorella Anne è stata una tennista.

## Carriera
In carriera ha raggiunto una finale di doppio all'ASB Classic nel 1987, in coppia con la statunitense Gretchen Magers. Nei tornei del Grande Slam ha ottenuto il suo miglior risultato agli Australian Open raggiungendo i quarti di finale di doppio nel 1984, in coppia con sua sorella Anne.
In Fed Cup ha giocato un totale di 2 partite, vincendole entrambe.

## Statistiche

### Doppio

#### Finali perse (1)
| Numero | Anno             | Torneo                | Superficie | Compagna        | Avversarie in finale                  | Punteggio     |
| 1.     | 1º febbraio 1987 | ASB Classic, Auckland | Cemento    | Gretchen Magers | Anna-Maria Fernández Julie Richardson | 6-4, 4-6, 2-6 |